# Борисів (Волгоградська область)
Борисів (рос. Борисов) — хутір у Клетському районі Волгоградської області Російської Федерації.
Населення становить 93 особи. Входить до складу муніципального утворення Манойлинське сільське поселення.

## Історія
Хутір розташований у межах українського історичного та культурного регіону Жовтий Клин.
Згідно із законом від 14 лютого 2005 року № 1003-ОД органом місцевого самоврядування є Манойлинське сільське поселення.

## Населення
| 2010 |
| ---- |
| 93   |